# Île aux Chèvres
L'île aux Chèvres est une île habitée du fleuve Saint-Laurent située dans l'archipel d'Hochelaga, au sud de Montréal au Québec (Canada). Elle fait partie, avec certaines îles voisines des rapides de Lachine, du refuge d'oiseaux migrateurs de l'Île-aux-Hérons créé en 1937 par le gouvernement fédéral et est rattachée à la municipalité de Montréal.

## Géographie
De forme lenticulaire, l'île aux Chèvres fait 1 000 m de longueur et 200 m de largeur maximales. Située dans le fleuve Saint-Laurent au sud de l'île de Montréal, elle fait partie de l'ensemble des îles des Rapides de Lachine – avec l'île aux Hérons au sud, l'île au Diable au sud-ouest plus en aval, Les Sept-Sœurs au sud-ouest, l'île à Boquet au sud et l'île Rock plus à l'est – de l'archipel d'Hochelaga. Elle est séparée au nord de la grande île de Montréal par le grand saut du fleuve Saint-Laurent (18 m de dénivellation), dit des rapides de Lachine, entre la zone du lac Saint-Louis en amont et le bassin de La Prairie en aval.
L'île se trouve à environ 1 km au sud est de l'île de Montréal, face au parc des Rapides de l'arrondissement LaSalle (auquel elle est administrativement rattachée). L'île est séparée au sud de la grande île aux Hérons par un étroit chenal navigable sur toute sa longueur.
Fortement boisée, l'île aux Chèvres possède sur son pourtour une quarantaine de châlets habités principalement de manière saisonnière et accessibles uniquement par bateau grâce à des pontons individuels. Du fait de leurs positions dans les rapides, les îles aux Chèvres et aux Hérons sont les premières à connaître la débâcle de printemps.

## Histoire
En 1984, des fouilles archéologiques menées sur les îles aux Hérons, aux Chèvres et à Boquet ont mis au jour, sur les trois sites, des artéfacts et des traces de présence amérindienne remontant à 2 000 ans, les îles servant probablement de campements temporaires aux pêcheurs et chasseurs iroquois,.
Les îles des Rapides de Lachine, rattachées à LaSalle, font partie de la circonscription provinciale Marguerite-Bourgeoys depuis 1994.

## Faune et flore
L'île aux Chèvres fait partie depuis 1937 du refuge d'oiseaux migrateurs de l'Île-aux-Hérons, un espace protégé où notamment les Grands Hérons, Bihoreaux gris et les Dindons sauvages (de retour depuis quelques années des États-Unis) nidifient.
Au tournant des années 2000, trois cerfs de Virginie ont franchi les rapides et se sont installés sur les îles aux Hérons et aux Chèvres, augmentant rapidement leur population à une cinquantaine d'individus vers 2012 ce qui a nécessité un abattage des animaux (les réduisant à une dizaine d'individus en 2014) pour la préservation du site de nidification des oiseaux et de la végétation.

## Littérature
L'île aux Chèvres a été l'objet d'un polar, dans la série des enquêtes du sergent-détective Leblanc, intitulé Le Mort de l'Île aux Chèvres de Benoit Gignac paru en 2016 aux Éditions à temps perdu.